# Washington Cruz
Washington Cruz (Itabuna, 25 maggio 1946) è un arcivescovo cattolico brasiliano, dal 9 dicembre 2021 arcivescovo emerito di Goiânia.

## Biografia
Compiuti i primi studi fra Itabuna ed Osasco, è entrato nella Congregazione dei passionisti, dove ha emesso la professione religiosa solenne il 16 gennaio 1966 ed è stato ordinato sacerdote il 25 luglio 1971. Ha compiuto studi teologici e filosofici alla Pontificia Università Lateranense di Roma.

## Attività pastorale
Durante il suo sacerdozio è stato parroco a Itabuna, missionario e docente nei maggiori seminari passionisti del Brasile.
Il 25 febbraio 1987 Giovanni Paolo II lo ha nominato vescovo di São Luís de Montes Belos. È stato ordinato vescovo il 9 maggio successivo. Il 2 maggio 2002 fu promosso all'arcidiocesi di Goiânia.
Fino dal suo ingresso nell'arcidiocesi ha incentrato la sua attività pastorale sulla difesa della vita, dei poveri e degli esclusi.
In occasione della Campanha da Fraternidade del 2010, un'importante iniziativa ecumenica, ha rivolto una critica al consumismo, definendolo "uno dei maggiori drammi del mondo contemporaneo".
Sia l'avidità dei consumatori, sia la massimizzazione del profitto da parte di imprenditori e agenti finanziari hanno prodotto un'economia basata esclusivamente sull'interesse individuale. Secondo il suo pensiero la povertà è una conseguenza del modello capitalistico e speculativo.
Il 9 dicembre 2021 papa Francesco ha accolto la sua rinuncia al governo pastorale dell'arcidiocesi di Goiânia; gli è succeduto João Justino de Medeiros Silva, fino ad allora arcivescovo di Montes Claros.

## Motto episcopale
Praedicamus Crucifixum ("Annunciamo colui che è stato crocifisso")

## Genealogia episcopale e successione apostolica
La genealogia episcopale è:
- Cardinale Scipione Rebiba
- Cardinale Giulio Antonio Santori
- Cardinale Girolamo Bernerio, O.P.
- Arcivescovo Galeazzo Sanvitale
- Cardinale Ludovico Ludovisi
- Cardinale Luigi Caetani
- Cardinale Ulderico Carpegna
- Cardinale Paluzzo Paluzzi Altieri degli Albertoni
- Cardinale Gaspare Carpegna
- Cardinale Fabrizio Paolucci
- Cardinale Francesco Barberini
- Cardinale Annibale Albani
- Cardinale Federico Marcello Lante Montefeltro della Rovere
- Vescovo Charles Walmesley, O.S.B.
- Arcivescovo John Carroll
- Cardinale Jean-Louis Anne Madelain Lefebvre de Cheverus
- Arcivescovo Ambrose Maréchal, P.S.S.
- Vescovo John Dubois, P.S.S.
- Arcivescovo John Joseph Hughes
- Cardinale John McCloskey
- Arcivescovo Michael Augustine Corrigan
- Vescovo Charles Edward McDonnell
- Cardinale George William Mundelein
- Arcivescovo Gerald Thomas Bergan
- Vescovo Thomas William Murphy, C.SS.R.
- Arcivescovo Washington Cruz, C.P.

La successione apostolica è:
- Vescovo Carmelo Scampa (2003)
- Vescovo Waldemar Passini Dalbello (2010)
- Vescovo Levi Bonatto (2014)